# Gaines (Michigan)
Pour les articles homonymes, voir Gaines.
Gaines est un village du comté de Genesee, dans l'État du Michigan, aux États-Unis. En 2020, il comptait une population de 377 habitants.